# I Giganti
I Giganti (italienisch für „Die Giganten“) ist eine italienische Beatband, die 1964 gegründet wurde.

## Bandgeschichte
Die Giganti wurden 1964 auf dem Höhepunkt der italienischen Beatwelle vom Schlagzeuger Enrico Maria Papes zusammen mit den Brüdern Mino und Sergio Di Martino (Gitarre bzw. Bass) gegründet, 1965 vervollständigte der Keyboarder Checco Marsella das Lineup. Nach ersten Veröffentlichungen konnten sie erstmals 1966 mit der Single Una ragazza in due auf sich aufmerksam machen. Im selben Jahr nahm die Band am Sommerhit-Wettbewerb Un disco per l’estate teil und erreichte dort mit dem Lied Tema den dritten Platz. Die Single erreichte die Spitze der italienischen Singlecharts und verhalf der Gruppe endgültig zum Durchbruch. Auch das Debütalbum war ein Erfolg.
Beim Sanremo-Festival 1967 präsentierte die Band zusammen mit The Bachelors das Lied Proposta und landete auf dem dritten Platz. Auch dieses Lied wurde ein Nummer-eins-Hit. Das skandalumwitterte Io e il presidente erreichte den dritten Platz beim Cantagiro 1967, war jedoch kein Charterfolg. 1968 kehrten die Giganti nach Sanremo zurück, diesmal zusammen mit Massimo Ranieri, und landeten mit Da bambino auf dem fünften Platz. Noch im selben Jahr gab die Gruppe überraschend ihre Auflösung bekannt. 1969 erschien nichtsdestotrotz ihr zweites Album Mille idee dei Giganti.
Schon 1970 nahm die Band ihre Aktivitäten kurzzeitig wieder auf, nahm am Cantagiro 1970 und am Sanremo-Festival 1971 teil und veröffentlichte 1971 das am Progressive Rock orientierte Konzeptalbum Terra in bocca (über die Mafia). Nach einer weiteren kurzen Versuchen einer Reunion ging Mino Di Martino anderen Projekten nach (u. a. arbeitete er mit Franco Battiato zusammen). Sergio Di Martino verstarb 1996. Zwei Jahre später schlossen sich Papes und Marsella wieder zusammen, mit Kambiz Kaboli als neuem Bassisten und Giovanni De Luigi als Leadsänger. Seitdem wechselte die Besetzung erneut, von den Gründern verblieb nur Papes in der Band.

## Diskografie

### Alben
| Jahr | Titel     | Höchstplatzierung, Gesamtwochen/‑monate, AuszeichnungChartsChartplatzierungen (Jahr, Titel, Platzierungen, Wochen/Monate, Auszeichnungen, Anmerkungen) | Anmerkungen         |
| Jahr | Titel     | IT | Anmerkungen         |
| ---- | --------- | --- | ------------------- |
| 1966 | I Giganti | IT5 (2 Mt.)IT | Ri-Fi, RFM LP 14801 |

Weitere Alben
- 1969 – Mille idee dei Giganti (Ri-Fi, RFM LP 14034)
- 1971 – Terra in bocca (Ri-Fi, RDZ-ST-14207)
- 1996 – I Giganti concerto live (DV More Record, CDDV 5953)
- 1999 – Il meglio (DV More Record, CDDV 6342)
- 2001 – Proposta (Azzurra Music, TBP 1546)
- 2006 – Mettete dei fiori nei vostri cannoni (Azzurra Music, TBP 11355)

### Singles (Auswahl)
| Jahr | Titel Album        | Höchstplatzierung, Gesamtwochen, AuszeichnungChartsChartplatzierungen (Jahr, Titel, Album, Platzierungen, Wochen, Auszeichnungen, Anmerkungen) | Anmerkungen                                                                                  |
| Jahr | Titel Album        | IT | Anmerkungen                                                                                  |
| ---- | ------------------ | --- | -------------------------------------------------------------------------------------------- |
| 1966 | Una ragazza in due | IT6 (12 Wo.)IT | Ri-Fi, RFN NP 16121 B-Seite: Lezione di ritmo Original: Down Came the Rain von Mister Murray |
| 1966 | Tema               | IT1 (17 Wo.)IT | Ri-Fi, RFN NP 16133/16144 B-Seite: Ora siamo qui / La bomba atomica                          |
| 1967 | Proposta           | IT1 (14 Wo.)IT | Ri-Fi, RFN NP 16181 B-Seite: La tomba dell’amore                                             |
| 1968 | Da bambino         | IT10 (6 Wo.)IT | Ri-Fi, RFN NP 16243 B-Seite: Tabù                                                            |

## Belege
1. ↑  Guido Racca: M&D Borsa Album 1964-2019. Selbstverlag, 2019, ISBN 978-1-09-470500-2, S. 179.
2. ↑  Guido Racca: M&D Borsa Singoli 1960-2019. Selbstverlag, 2019, ISBN 978-1-09-326490-6, S. 226.